# Eric Fernihough
Eric Crudgington Fernihough (Birkenhead, 17 februari 1905 - Boedapest, 23 april 1938) was een Brits motorcoureur. Hij was in 1931 Europees kampioen in de 175cc-klasse. Later concentreerde hij zich op het rijden van wereldrecords. Tijdens een recordpoging verongelukte hij. 

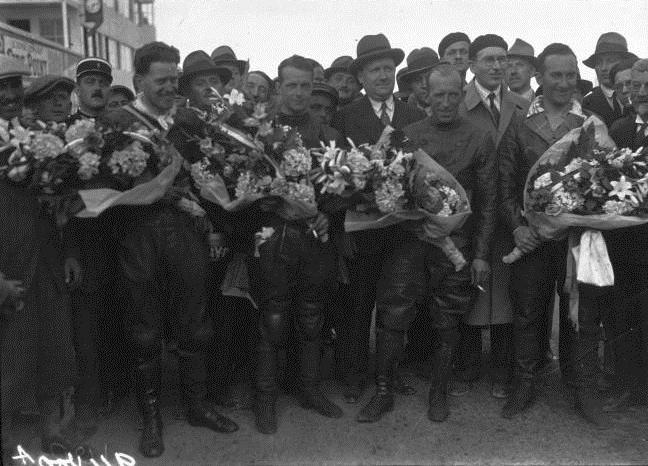
De winnaars van de Grand Prix de l'UMF van 1932: v.l.n.r. Eric Fernihough (175 cc), Leo Davenport (250 cc), Jimmie Simpson (350 cc) en Stanley Woods (500 cc).

## Carrière

### Wegraces
Eric Fernihough debuteerde in 1925 in het Manx Amateur Road Race Championship op het eiland Man. 
In 1927 finishte hij met een 250cc-New Imperial als dertiende in de Lightweight TT. Het was zijn enige deelname aan de Isle of Man TT. 
In de eerste helft van de jaren dertig was hij vooral succesvol met lichte 175cc-Excelsior-motorfietsjes. In 1930 won hij de 250cc-klasse van de North West 200 met een 175cc-Excelsior. Hij won ook de 175cc-klasse van de Grand Prix de l'UMF in Pau. In de GP van België streed hij om de Europese 175cc-titel tegen de Belg Yvan Goor (DKW). Goor werd Europees kampioen en Fernihough werd tweede. 
In 1931 werd om de Europese titel gestreden tijdens de Grand Prix de l'UMF in Montlhéry. Nu wist Fernihough Goor te verslaan en de Europese titel te grijpen. Hij won ook de Belgische Grand Prix en de 250cc-race van de North West 200.
In 1932 won hij de 175cc-GP van België, Grand Prix de l'UMF, TT van Assen en de 250cc-North West 200. 
In 1933 won hij voor de vierde keer de Grand Prix de l 'UMF. Het was echter niet zo dat hij een voorkeur had voor het Franse circuit, want dat was elk jaar een ander, dit jaar in Dieppe. 

### Snelheidsrecords
In 1935 vestigde hij met een Brough Superior een ronderecord op het hogesnelheidscircuit van Brooklands. Hij haalde 198,88 km/uur.
In 1936 verbeterde hij met een Brough Superior het wereldrecord over de vliegende mijl. Hij haalde 263,64 km/uur.  
In 1937 reed hij met een Brough Superior met een 1.000cc-JAP-motor met compressor een wereldrecord over de vliegende kilometer (273,25 km/uur) in Gyon (Hongarije). Hij reed ook een nieuw record van 220 km/uur met zijspan. Het record over de vliegende kilometer nam hij af van Ernst Henne, maar hij verloor het nog hetzelfde jaar aan Piero Taruffi. 
Naast zijn werk als coureur prepareerde Eric Fernihough ook motorfietsen voor races. Zo startte Bertus van Hamersveld, die in 1936 geen eigen racemotoren bezat, tijdens de TT van Assen op een OK Supreme-JAP van Eric Fernihough. 

## Dodelijk ongeval
Tijdens een nieuwe recordpoging in Gyon op 23 april 1938 verongelukte Eric Fernihough. Mogelijk door een windvlaag kwam zijn Brough Superior-JAP naast de weg. Hoogstwaarschijnlijk werd Fernihough zwaargewond naar Boedapest gebracht. Op zijn overlijdensoorkonde wordt het adres van Semmelweis Universiteit in Boedapest vermeld. 